# Vaterpolski klub POŠK Split
VK POŠK je vaterpolski klub iz Splita, osnovan 1937. godine te ugašen 2010. zbog nepodmirenih novčanih davanja. Tijekom povijesti klub je doživio više uspona i padova.

## Sjedište
Staro sjedište i plivalište mu je na splitskom predjelu Zenti.
Sjedište koje koristi je na adresi Poljudsko šetalište b.b., Zimski bazeni, Split.

## Povijest
Klub je osnovan 11. travnja 1937. godine. Primarno je bio plivački, ali imao je i vaterpolski odjel. Prvu vaterpolsku utakmicu POŠK je odigrao 29. srpnja 1939. godine. Godine 1952. klub je obnovio djelovanje koje je prekinuo rat. Obnovljen je rad sa svim uzrasnim kategorijama. Prvi trener POŠK-ovih vaterpolista bio je Ivica Dabrović. Rezultati su brzo stigli i 1955. POŠK je pobijedio u republičkom prvenstvu, tada trećoj razini vaterpolskog natjecanja te se je plasirao u Drugu saveznu ligu. POŠK-ova najmlađa kategorija, pioniri su 1957. bili prvaci Hrvatske. 1960. godine nakon pet godina stalna natjecanja u Drugoj ligi, POŠK plasirao se je u Prvu ligu, pobijedivši jako riječko Primorje predvođenog slavnim Ivicom Kurtinijem. Time je postao treći splitski prvoligaš, uz Jadrana i Mornara. 1965. godine opet su ispali u Drugu ligu, no već 1968. godine su se vratili i otad traje stalni rast i uspon ka vrhu. Klub je postao značajnim čimbenikom u državnim prvenstvima tijekom 80-tih godina. Tih godina je klub redovito bio u trci za naslovom prvaka, koji mu je često puta "za dlaku" izmicao. Ipak, u klupske salone su ušla dva pokala za osvojeni Jugokup, 1980., i 1982./83. U europskim natjecanjima, osvojena su dva pokala, Kup pobjednika kupova, iz 1981./82. i 1983./84., a postali su europski superprvaci 1983/84. U najtrofejnijim godinama klupski predsjednik bio je Josip Crnković. Uspon je bio djelo velikana trenera Vlahe Asića. S momčadi oblikovanoj od vlastitih igrača, iz vlastitog neposrednog okružja, Zente, gdje je sjedište kluba, i susjednih Firula, ostvarili su te rezultate. U godinama kad su osvojili trofeje treneri su bili Momčilo Ćurković i Toni Petrić. I sljedećih godina klub je bio u vrhu Prve lige, no odlaskom najboljeg svjetskog vaterpolista Milivoja Bebića i još nekih igrača više nisu bili momčad kalibra za osvajanje naslova prvaka. Očekivalo se da će se boriti za opstanak, no još jedna klupska legenda, trener Neven Kovačević, vodio je momčad koja je redovito se izborila za nastup u europskim kupovima, a POŠK-a ni kandidati za prvaka nisu mogli lako obijediti.
Najveći uspjesi su došli 90-tih godina, kad su postali državni prvaci 1997/98., a iduću godinu, 1998/99., i osvajači Kupa europskih prvaka. Naslov prvaka osvojili su Dragan Rebić, Teo Đogaš, Ivan Katura, Alen Bošković, Samir Barač, Pero Trumbić, Nikša Jaić, David Burburan, Roman Polačik, Aleksandar Nagy, Višeslav Sarić, Aljoša Kunac, Mario Oreb, Vladimir Moćan, Srđan Bradarić, Dario Mužić, predvođeni trenerom Draganom Matutinovićem. Športski direktor bio je klupska legenda Milivoj Bebić.
U sezoni 1999./00. je osvojen i prvi Hrvatski kup. Tih godine klub se naziva po sponzorima Slobodna Dalmacija i Splitska Banka
Zbog blokiranih računa klub je nakon 73 godine ugašen. U posljednjoj sezoni osvojio je posljednje mjesto u Jadranskoj ligi.

## Uspjesi

### Međunarodna natjecanja
Liga prvaka
- pobjednik: 1999.

Kup pobjednika kupova
- pobjednik: 1982., 1984.
  - finalist: 1980.

Europski superkup (vaterpolo)
- pobjednik: 1984.[4]
  - finalist: 1982.

COMEN kup
- pobjednik: 1984., 1985., 1986.

### Nacionalna natjecanja
Hrvatsko prvenstvo
- prvak: 1998.
  - doprvak: 2000.

Jugoslavensko prvenstvo
- doprvak: 1980., 1982., 1986.

Hrvatski kup
- pobjednik: 1999.
  - finalist: 1996., 1997.

Jugoslavenski kup
- pobjednik: 1980., 1982./83.
  - finalist: 1979., 1983./84., 1987./88.

## Sastavi momčadi

#### Pobjednici lige prvaka 1999.
Postava: Rebić, Đogaš, Trumbić, Jajić, Burburan, Polačik, Sarić, Nagy, Katura, Barać, Kunac, Bošković, Oreb

## Najpoznatiji igrači i treneri

### Najpoznatiji treneri
Vlaho Asić, Neven Franceschi, Momo Ćurković, Neven Kovačević, Dragan Matutinović, Antun Petrić

### Najpoznatiji igrači
- Milivoj Bebić, u svoje vrijeme najbolji igrač na svijetu
- Deni Lušić
- Damir Polić
- Željko Kaurloto, najbolji strijelac u povijesti talijanske lige (121 pogodak u jednoj sezoni)
- Ante Bratić, vratar
- Ivan Gabrilo
- Branko Jovanović
- Tino Vegar
- Siniša Školneković

Iako nije bio takvog igračkog umijeća kao igrači iz gornjeg popisa, vrijedan spomena je i Vlado Bagat, POŠK-ov igrač od prije i za vrijeme drugog svjetskog rata. On je svojim angažmanom u antifašističkoj borbi stekao status narodnog heroja.

## Unutrašnje poveznice
- OVK POŠK Split
- Ženski vaterpolski klub Bura

## Vanjske poveznice
- Službene stranice VK POŠK  Arhivirana inačica izvorne stranice od 22. siječnja 2009. (Wayback Machine)
- Vjesnik